# Acolasis glaucinans
Acolasis glaucinans är en fjärilsart som beskrevs av George Francis Hampson 1926. Acolasis glaucinans ingår i släktet Acolasis och familjen nattflyn. Inga underarter finns listade i Catalogue of Life.